# Nu debout (Derain)
Pour les articles homonymes, voir Nu debout.
Nu debout est une sculpture réalisée par André Derain en 1907. Il s'agit d'une pièce en pierre naturelle représentant une femme nue. Elle est conservée au musée national d'Art moderne, à Paris.

## Expositions
- Le Cubisme, Centre national d'art et de culture Georges-Pompidou, Paris, 2018-2019.